# Vitocha (Sofia)
Vitosha (bulgare : Витоша [ˈvitoʃɐ]) est l'un des 24 districts de Sofia, en Bulgarie, situé dans les parties sud de la ville au pied de la montagne Vitosha.
En 2006, le district comptait 42 953 habitants et comprend sept quartiers, Bojana (en), Simeonovo, Dragalevtsi, Pavlovo,  Buxton et Knyazhevo, ainsi que deux villages, Vladaïa et Marchaevo. Il est parmi les quartiers les plus riches et les plus verts de Sofia et de la Bulgarie avec de nombreuses belles résidences, maisons, villas et complexes résidentiels.

## Repères
- Musée national d'histoire qui possède une riche collection allant de la préhistoire à nos jours. Parmi les objets les plus précieux figurent notamment plusieurs splendides trésors thraces, de belles plaques d'église ou encore des manuscrits anciens. Il fait partie des 100 sites touristiques de Bulgarie (en).
- Église de Boyana datant des IXe et Xe siècles avec des fresques du XIIIe siècle. C'est un site du patrimoine mondial de l'UNESCO et fait partie des 100 sites touristiques de Bulgarie (en).
- Cascade Boyana (en), une cascade de 15 mètres de haut.
- Monastère Dragalevtsi (en), construit sous Ivan Aleksandre Asen.
- Sources minérales de Knyazhevo, avec une température de 31 °C.

## Éducation
Le lycée français Victor Hugo, école internationale française.

## Galerie

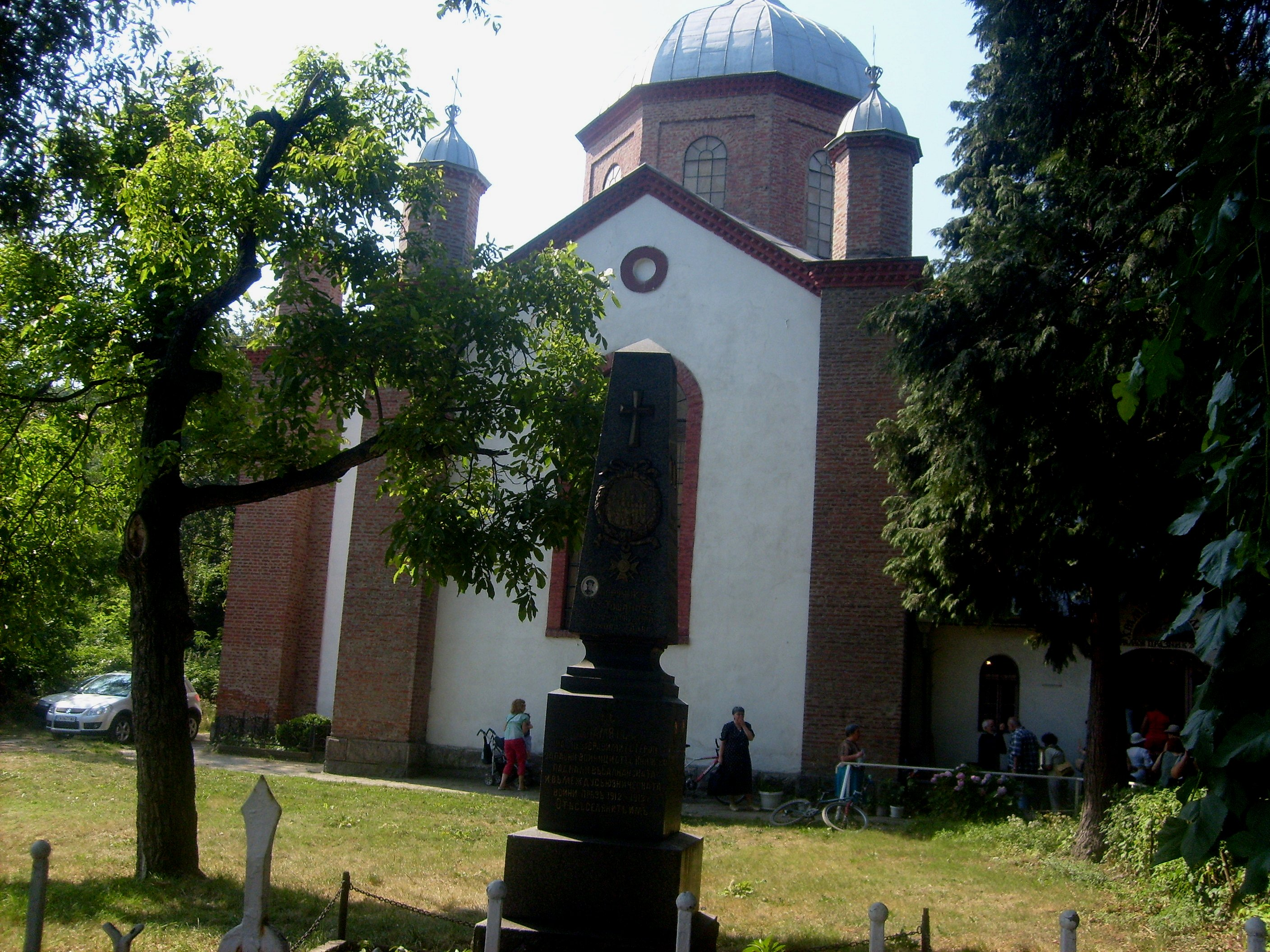
Église de Kniajevo
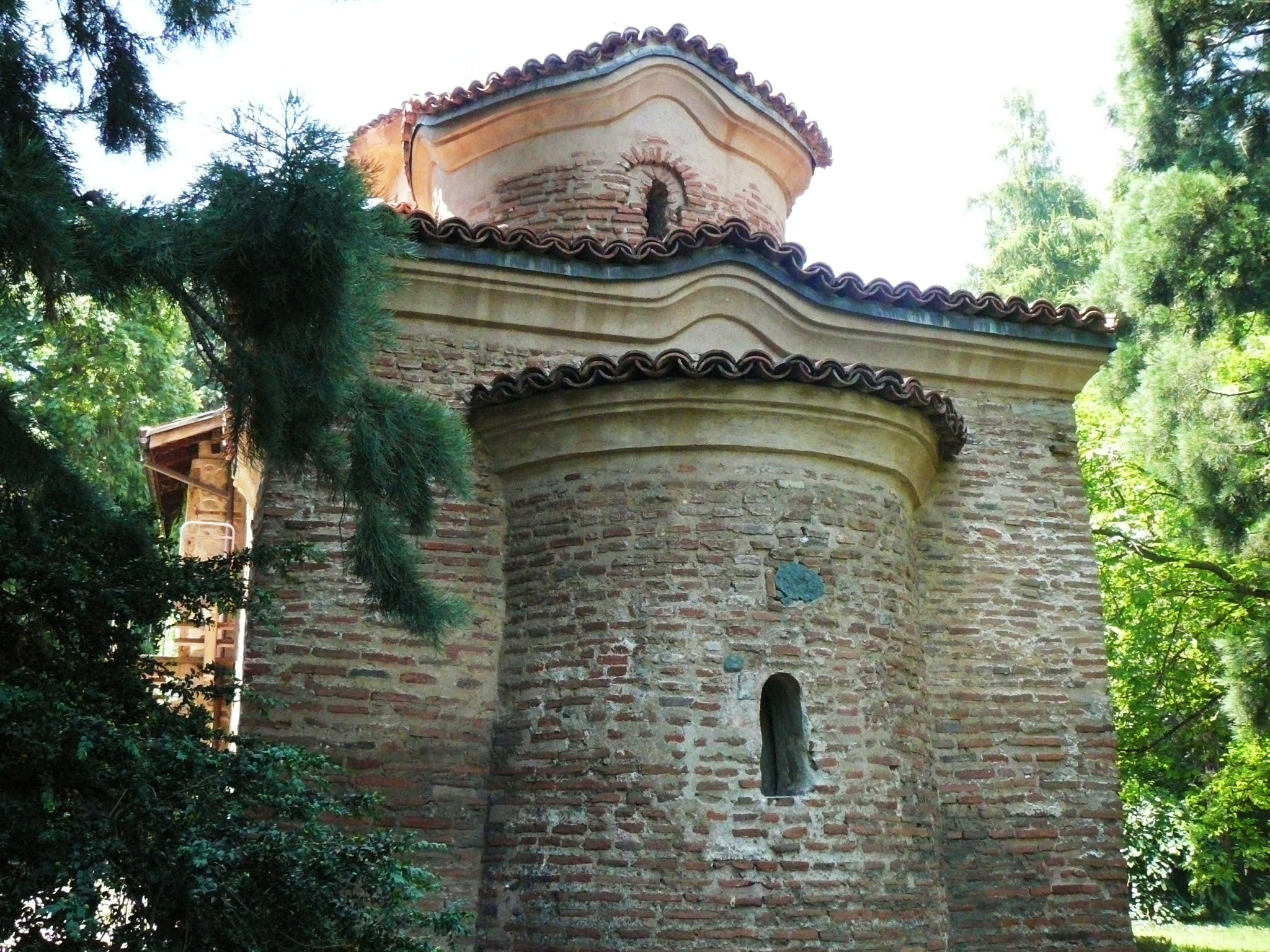
Église de Boyana